# Angram Grange
Angram Grange est une paroisse civile du Yorkshire du Nord, en Angleterre.